# IJzerpentacarbonyl
IJzerpentacarbonyl is een anorganische verbinding met als brutoformule Fe(CO)5, waarin 5 koolstofmonoxidemoleculen coördinatief gebonden zijn aan ijzer. Het is onder standaardomstandigheden een roodachtige tot gele vloeistof met een scherpe geur. Het werd voor het eerst gesynthetiseerd en beschreven door Ludwig Mond in 1891.
IJzerpentacarbonyl is niet oplosbaar in water en giftig. Bij inademing kan ijzerpentacarbonyl longirritatie veroorzaken.